# 篠原長重 (三好家臣)
篠原 長重（しのはら ながしげ）は、戦国時代の武将。三好氏の家臣。阿波国阿波郡秋月城主。

## 生涯
天文24年（1555年）、篠原長房の子として誕生した。阿波篠原氏は代々、阿波の守護代である三好氏に仕え、長重の父・長房の代には若年であった三好家当主・三好長治とその弟である讃岐国の十河存保を補佐し、阿波・讃岐両国の軍勢を率いてしばしば畿内へ出兵した。
長重は父と共に各地の合戦に参加し、「手柄中々申しつくしがたし」と賞された。
元亀元年（1570年）10月、長重は摂津国に上陸し（野田・福島の戦い）、叔父・篠原自遁と連署で本興寺に禁制を発給し、元亀2年（1571年）正月には四国に戻り讃岐の西光寺に、その後、畿内に戻り元亀3年（1572年）12月には山城国大山崎の離宮八幡宮にそれぞれ禁制を発給した。
しかし、父・長房と、自遁・長治が不和となり、元亀4年（1573年）5月、長治と十河存保の軍勢が長房の居城である上桜城に押し寄せた（上桜城の戦い）。約2か月の籠城戦の後、長房と長重は、同年7月16日早朝、十河存保の陣を急襲したが敗北し、長重は讃岐香西氏の家臣・植松資久に討ち取られた。享年19。